# Kaboom (pel·lícula)
Kaboom és una pel·lícula de ciència-ficció i comèdia sexual de misteri del 2010 escrita i dirigida per Gregg Araki i protagonitzada per Thomas Dekker, Juno Temple, Haley Bennett i James Duval. La pel·lícula se centra en les aventures sexuals d'un grup d'estudiants universitaris i la seva investigació sobre un culte estrafolari.
Kaboom es va estrenar al 63è Festival Internacional de Cinema de Canes, > on va rebre el primer Palma Queer per la seva contribució als problemes de lesbianes, gais, bisexuals o transgènere. La pel·lícula es va estrenar a les sales de cinema a França el 6 d'octubre de 2010, per Wild Bunch Distribution. Als Estats Units, va ser llançat per IFC Films mitjançant video on demand com a part de Sundance Selecció el 22 de gener de 2011 i a cinemes seleccionats el 28 de gener.

## Argument
Smith, un estudiant de cinema de 18 anys que s'identifica sexualment com a "no declarat", ha tingut somnis estranys recentment. Va a la universitat amb la seva millor amiga, Stella, a qui coneix des de secundària, i troba una nota que diu que és el "fill escollit". Té un company de pis que es diu Thor, a qui desitja tot i que Thor és heterosexual. Smith i Stella van a una festa on Stella connecta amb una noia anomenada Lorelei, que Smith reconeix per un dels seus somnis. Més tard, una noia de cabells vermells vomita a la seva sabata, i Smith també la reconeix per un somni. Smith finalment és recollit per London, una estudiant britànica. Tenen relacions sexuals, però per disgust de Smith, ella no vol estar amb ell excepte durant el sexe.
Smith visita una platja nudista i coneix un home anomenat Hunter. Comencen a tenir sexe, però Smith està decebut en saber que Hunter està casat. Stella descobreix que la Lorelei no sols és inestable, sinó una bruixa amb problemes psíquics causats pel rebuig. L'Stella continua intentant enrotllar-se-la, però té dificultats perquè la Lorelei comença a intentar matar-la. Smith es troba amb el millor amic de Thor i en Rex, lluitant amb roba interior. London sedueix a Rex, convençut-lo de tenir una parella a tres amb ella i Smith per al 19è aniversari de Smith.
Durant aquest temps, Smith continua somiant amb la noia pèl-roja. En els seus somnis, tots dos són perseguits per persones que porten màscares d'animals. Smith descobreix que una noia va ser assassinada i li van tallar el cap. Més tard coneix a Madeline, que sembla ser la mateixa noia pèl-roja. Ella li diu que tenia una germana bessona anomenada Rebecca que va ser segrestada fa molts anys per homes que portaven màscares d'animals. Stella és atacada per Lorelei en un bany, però se salva ruixant-li aigua, fent que la Lorelei es cremi.
Les persones emmascarades amb animals finalment capturen Smith, London i la mare de Smith. S'agrupen en una furgoneta per ser conduïts per trobar-se amb el cap d'un culte secret. Smith s'assabenta que el líder del culte és el seu pare, encara que sempre li van dir que el seu pare va morir quan Smith era jove. Els tres també s'assabenten que London és un altre fill del líder del culte, fent que ella i Smith siguin mig germans.
La Stella, l'Oliver i el "Messies" perpètuament apedregat persegueixen la furgoneta. L'Oliver té poders com els de Lorelei, però els fa servir pel bé. Resulta que Oliver conèixer Smith (i coqueteja amb ell) no va ser una casualitat; estava intentant protegir a Smith del culte. El Messies només actuava com a cobertura i també vol protegir Smith. Les persones emmascarades amb animals resulten ser Thor, Rex i Hunter, la missió dels quals és portar a Londres i Smith a un refugi subterrani secret per sobreviure a l'explosió de desenes de bombes nuclears. Els membres no sectaris seran aniquilats i el culte s'apoderarà del món amb Smith com a líder.
El Messies intenta treure la furgoneta de la carretera i tots dos vehicles acceleren cap a un pont que està fora. El pare de Smith prem un botó i la Terra explota.

## Repartiment
- Thomas Dekker com a Smith
- Juno Temple com a London
- Haley Bennett com a Stella

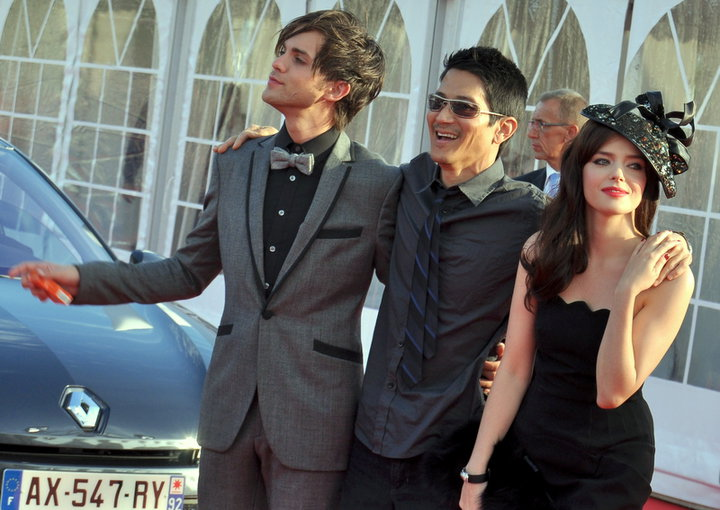
Thomas Dekker, Gregg Araki i Roxane Mesquida promocionant la pel·lícula al 2010 Festival de Cinema Americà de Deauville

- Roxane Mesquida com a Lorelei/Laura
- Brennan Mejia com a Oliver
- James Duval com el Messies
- Kelly Lynch com a Nicole
- Chris Zylka com a Thor
- Nicole LaLiberte com a Madeleine O'Hara/Rebecca Novak
- Andy Fischer-Price com a Rex
- Jason Olive com a Hunter
- Carlo Méndez com a Milo
- Brandy Futch com a nimfa de la droga

## Recepció
La pel·lícula va rebre ressenyes diverses de la crítica. Al lloc web de l'agregador de ressenyes Rotten Tomatoes, el 59% de les crítiques de 105 crítiques són positives, amb una valoració mitjana de 5,8/10. El consens del lloc web diu: "Encadellada i poc profunda però fàcil de veure, Kaboom és una aventura d'una nit que no està pensada per portar enlloc, però és prou divertida mentre dura" A Metacritic, la pel·lícula té un 64. /100 a partir de 24 ressenyes, que indica "crítiques generalment favorables".
Bruce DeMara del Toronto Star va elogiar el repartiment de la pel·lícula i la va qualificar de "la [pel·lícula] més ambiciosa d'Araki fins ara, amb un ritme ràpid, música moderna i fresca i un estat d'ànim que alterna entre lúdic i excèntric." Sam Adams de Philadelphia City Paper va ser molt més crític al respecte, i va dir que era "menys una pel·lícula que un gargot masturbatori, una regurgitació descuidada i de mala qualitat del trope de mascota d'Araki que intenta fer passar la seva estructura deslligada com una alosa que vola lliurement."